# 特雷斯福尔基利亚斯
特雷斯福尔基利亚斯是巴西南大河州的一个市镇。总面积217.379平方公里，总人口3073人，人口密度14.1人/平方公里。